# Alaincourt (Aisne)
Alaincourt es una comuna francesa situada en el departamento de Aisne, en la región de Alta Francia.

## Geografía
Está ubicada a orillas del río Oise, a 14 km al sur de San Quintín.

## Demografía
| 454 | 434 | 425 | 504 | 521 | 465 | 495 | 549 | 534 |
| Para los censos de 1962 a 1999 la población legal corresponde a la población sin duplicidades (Fuente: INSEE [Consultar]) |     |     |     |     |     |     |     |     |